# Bruno Ruffo
Bruno Ruffo (9 de dezembro de 1920 — 10 de fevereiro de 2007) foi um motociclista italiano. Ganhou três campeonatos mundiais: 2 nas 250cc: (1949 e 1951) e 1 nas 125cc: (1950).

## Carreira
Começou a sua carreira em 1949 quando ganhou o campeonato mundial inaugural de 250cc correndo pela fábrica de motos italiana "Guzzi". Durante a época de 1950, Ruffo ficou irritado quando a  "Moto Guzzi" lhe deu instruções para deixar o seu colega de equipa ganhar, tendo nesse ano ficado em terceiro lugar. Nesse mesmo ano, Ruffo correu o Mundial reclamando o prémio mundial dos 125cc. Em 1951 ganhou uma vez mais o título de campeão mundial dos 250cc com quatro vitórias. Ruffo retirou-se em 1953 após um acidente e abriu um bem sucedido negócio de aluguer de veículos, em Verona. Foi nesta cidade que veio a falecer aos 86 anos de idade.